# ويليام براون (لاعب كريكت بريطاني)
ويليام براون (1866 - )  (بالإنجليزية: William Brown)‏ هو لاعب كريكت بريطاني.